# 戦場の円舞曲
『戦場の円舞曲』（せんじょうのワルツ）は、アイディアファクトリーのオトメイトブランドより2014年11月20日に発売されたPlayStation Vita用ゲームソフト。略称は「戦ワル」。主題歌は「創聖のアクエリオン」などのヒットで知られるAKINO with bless4が担当している。

## あらすじ
ある日、突然に少女は全てを奪われる。故郷も、父親も……。
そして、代わりに手に入れたのは【力】。
自分と大事な人達を守るために掴んだ剣は、強大な力を秘めた呪われた魔剣だった。
国家の情勢を揺るがしかねない【力】を手にしてしまった少女は、戦場を生きる場とせざるを得なかった。彼女が身を置くこととなるのは、超国家的軍事学校ニルヴァーナ。そこは国家、種族を問わず、戦うことに長けた少年少女が集められ、その技能を競い合う特異な学校。彼女はそこで様々な人と出会い、絆を深めていく。そして、失ったはずの自分の居場所を見つけていく。
そんな少女の物語。
そして、彼女と共にあった喋る魔剣の物語。

## 登場人物

### メインキャラクター
ラン ※名前変更機能あり
声 - なし
本作の主人公
アベル
声 - 前野智昭
ラスティン
声 - 加藤和樹
パシュ
声 - 石川界人
ニケ
声 - 小野賢章
ティファレト
声 - 柿原徹也
ヴィルヘルム
声 - 中村悠一

### サブキャラクター
魔剣ヴィルヘルム
声 - 竹内順子
アサカ
声 - 緒方恵美
リシャール
声 - 山下大輝
ユリアナ
声 - 東山奈央
メフィスト
声 - 興津和幸
キオラ
声 - 早見沙織
シェラザール
声 - 間島淳司
イルダス
声 - 拝真之介
イグニス
声 - 小林ゆう
エリアス
声 - 小野友樹
レオニダス
声 - 一ノ渡宏昭
シャオレイ
声 - 立花慎之介
ギード
声 - 山本兼平
コレット
声 - 加藤英美里

## スタッフ
- ディレクター - 大野博規
- シナリオ - 片桐由摩
- キャラクターデザイン・原画 - 武村ゆみこ
- OP / ED / 劇中BGM制作 - 堀江晶太

## 主題歌
※全作詞・作曲・編曲：堀江晶太
オープニングテーマ「運命の前奏曲」
歌唱 - AKINO
エンディングテーマ「たった一つの魔法」
歌唱 - bless4
楽曲スタッフ
- ディレクター：児玉奈絵 / 木下じゅん
- レコーディング・エンジニア：渡辺大志
- ミックスエンジニア：青木悠
- 制作：エイベックス・ミュージック・クリエイティブ株式会社

## 関連商品
CD
- 戦場の円舞曲 オリジナルサウンドトラック -DELUXE EDITION-（CD2枚組 / 2014年12月10日発売）
- your ears, our years（OP「運命の前奏曲」収録 / 2021年3月24日発売）

書籍
- 戦場の円舞曲 公式アートブック（2015年3月27日発売：ISBN 978-4891993122）
- オトメイトノベル 戦場の円舞曲 〜悪魔の森と迷える王子達〜（2015年6月20日発売：ISBN 978-4891993313）